# ジェファーソン郡 (ミズーリ州)
ジェファーソン郡（英: Jefferson County）は、アメリカ合衆国ミズーリ州の東部に位置する郡である。人口は22万6739人（2020年）。郡庁所在地はヒルズボロであり、同郡で人口最大の都市はアーノルドである。ジェファーソン郡は1818年に組織化され、郡名は代3代アメリカ合衆国大統領トーマス・ジェファーソンに因んで名付けられた。
ジェファーソン郡はセントルイス都市圏に属しており、セントルイス市南の郊外地域を構成している。2000年10月16日、郡内ゴールドマン近くでの飛行機墜落事故で当時のミズーリ州知事メル・カーナハンが死亡した。

## 地理
アメリカ合衆国国勢調査局に拠れば、郡域全面積は664.09平方マイル (1,720.0 km2)であり、このうち陸地656.80平方マイル (1,701.1 km2)、水域は7.29平方マイル (18.9 km2)で水域率は1.10%である。

### 主要高規格道路
- 州間高速道路55号線
- アメリカ国道61号線
- アメリカ国道67号線
- ミズーリ州道21号線
- ミズーリ州道30号線
- ミズーリ州道141号線

### 隣接する郡
- セントルイス郡 - 北
- モンロー郡 (イリノイ州) - 東
- セントジェネビーブ郡 - 南東
- セントフランソア郡 - 南
- ワシントン郡 - 南西
- フランクリン郡 - 西

### 国立保護地域
- ミシシッピ川中流域国立野生生物保護区（部分）

## 人口動態
以下は2000年国勢調査による人口統計データである。
| 基礎データ - 人口: 198,099人 - 世帯数: 71,499 世帯 - 家族数: 54,553 家族 - 人口密度: 116人/km2（302人/mi2） - 住居数: 75,586軒 - 住居密度: 44軒/km2（115軒/mi2） 人種別人口構成 - 白人: 97.48% - アフリカン・アメリカン: 0.08% - ネイティブ・アメリカン: 0.29% - アジア人: 0.36% - 太平洋諸島系: 0.01% - その他の人種: 0.24% - 混血: 0.93% - ヒスパニック・ラテン系: 1.01% 年齢別人口構成 - 18歳未満: 27.9% - 18-24歳: 8.5% - 25-44歳: 31.8% - 45-64歳: 22.5% - 65歳以上: 9.2% - 年齢の中央値: 35歳 - 性比（女性100人あたり男性の人口） - 総人口: 98.9 - 18歳以上: 95.9 | 世帯と家族（対世帯数） - 18歳未満の子供がいる: 38.9% - 結婚・同居している夫婦: 61.0% - 未婚・離婚・死別女性が世帯主: 10.4% - 非家族世帯: 23.7% - 単身世帯: 18.9% - 65歳以上の老人1人暮らし: 6.1% - 平均構成人数 - 世帯: 2.74人 - 家族: 3.12人 収入と家計 - 収入の中央値 - 世帯: 60,636米ドル - 家族: 66,697米ドル - 性別 - 男性: 37,822米ドル - 女性: 25,440米ドル - 人口1人あたり収入: 25,058米ドル - 貧困線以下 - 対人口: 6.8% - 対家族数: 4.9% - 18歳未満: 8.1% - 65歳以上: 6.3% |

2008年時点の登録有権者数は146,316人である。

## 教育
郡内の高等教育機関としては、アーノルド市にITT工業大学、ヒルズボロ市に2年制コミュニティカレッジのジェファーソン・カレッジがある。

## 都市と町
| - アーノルド † - ヒルズボロ † - 郡庁所在地 - フェスタス † - バーンハート - バーンズミル † - シーダーヒル - シーダーヒルレイクス † - クリスタルシティ † - ダンビー - ディットマー - デソト † - フレッチャー - グラブビル - ハーキュレニアム † - ヘマタイト - ハイリッジ | - ホリーン - ハウススプリングス - インペリアル - キムズウィック † - リゴーリ - マパビル - モースミル - マーフィー - オリンピアンビレッジ † - オットー - パークデール † - ペブリー † - スコッツデール † - サルファースプリングス - バレスマインズ |

† 法人化市町村

## 政治

### 地方
ジェファーソン郡の地方レベルでは民主党が大半の政治を支配しており、郡の選挙で選ばれる役職は2人を除いて独占している。

#### 国政
都市郊外部にある郡として、大統領選挙のレベルではかなり独立色が強いが、やや民主党支持の傾向がある。大統領選挙は常に接戦である。2004年の大統領選挙では、ジョージ・W・ブッシュが600票足らず、支持率では50%を僅かに切るという僅差でジェファーソン郡を制した。2000年はアル・ゴア、2008年はバラク・オバマがやはり僅差で郡を制した。1992年と1996年はビル・クリントンが10ポイント以上の差を付けてジェファーソン郡を制した。
ジェファーソン郡は国内の都市郊外部にある郡と同様、社会的には中道だが経済的にはリベラルな傾向がある。2004年の州民投票では、結婚を男と女の結合として定義する州憲法改正案をジェファーソン郡は72.56%という圧倒的多数で賛成した。州全体でも71%の賛成で可決し、ミズーリ州は同性結婚を禁止する最初の州になった。2006年の州民投票では、胚性幹細胞の研究を予算化し、合法化する憲法改正案が掛けられたが、ジェファーソン郡では51.85%が賛成した。州全体では51%の賛成と辛うじて改正が成立し、胚性幹細胞の研究を最初に認めた州の1つになった。郡民は伝統的に社会問題に保守的であるが、最低賃金の増加のような人民主義的施策は支持する傾向にある。やはり2006年の州民投票で最低賃金を時間あたり6.50ドルに増やす命題については、ジェファーソン郡では79.90%が支持した。この命題は州内のどの郡でも支持され、75.94%が賛成した。

#### 2008年大統領予備選挙
2008年の大統領予備選挙で、ジェファーソン郡は共和党のジョン・マケインと民主党のヒラリー・クリントンを選んだ。民主党の予備選挙ではヒラリー・クリントンが1位となり、さらに共和党予備選挙で投じられた総票数よりも多かった。
共和党
ジョン・マケイン上院議員（アリゾナ州）が得票率33.54%で1位、ミット・ロムニー元マサチューセッツ州知事が30.45%で第2位、マイク・ハッカビー元アーカンソー州知事が30.19%で第3位と大接戦を演じた。最終的に州全体ではマケインが1位、ハッカビーが2位となった。
民主党
ヒラリー・クリントン元上院議員（ニューヨーク州）が61.32%を獲得し、バラク・オバマに2対1に近い差をつけて圧勝した。クリントンに対するジェファーソン郡の支持は国内の郊外部郡の中でも最大級のものだった。最終的に州全体ではオバマが1位、クリントンが2位となった。